# Action carbone
 (février 2021).
Si vous disposez d'ouvrages ou d'articles de référence ou si vous connaissez des sites web de qualité traitant du thème abordé ici, merci de compléter l'article en donnant les références utiles à sa vérifiabilité et en les liant à la section « Notes et références ».
Action Carbone est un programme de la fondation GoodPlanet, fondation reconnue d'utilité publique en France et créée par Yann Arthus-Bertrand en 2006. Conscient des émissions de gaz à effet de serre engendrées par ses activités, le photographe a choisi de réduire son impact en finançant des projets d’énergies renouvelables, d'efficacité énergétique et de reforestation dans les pays du Sud afin de compenser son impact tout en aidant les populations locales. On parle de compensation carbone.
Le programme est porté par la fondation GoodPlanet (Yann Arthus-Bertrand). Il permet de calculer ses émissions de CO2, d'envisager leurs réductions ainsi que des actions de compensation. Il est ouvert aux particuliers et aux entreprises qui souhaitent réaliser un bilan carbone.
La compensation des émissions de gaz à effet de serre prend forme grâce à l'implantation de projets concrets dans les pays du Sud. L’une des missions d’Action Carbone est d’identifier, de vérifier et de financer ces projets qui permettent de réduire les émissions de gaz à effet de serre ou de séquestrer le dioxyde de carbone (CO2) de l’atmosphère.
Les projets soutenus par Action Carbone concernent les économies d’énergies, la substitution d’énergies fossiles par les énergies renouvelables, ou la reforestation par la biomasse.
Action Carbone dispose d'un programme à but non lucratif, qui propose aux entreprises, institutions et particuliers, de compenser leurs émissions de gaz à effet de serre, en finançant des projets d'efficacité énergétique et d'énergies renouvelables, portés par des ONG dans les pays du sud